# C. N. Annadurai
C. N. Annadurai (Conjeevaram Natarajan Annadurai; Tamil: சி. என். அண்ணாதுரை Ci. Eṉ. Aṇṇāturai [ˈaɳːaːðuɾɛi̯]; * 15. September 1909 in Kanchipuram; † 3. Februar 1969 in Tamil Nadu) war ein Politiker und Autor für Bühne (Dramatiker) und Film (Drehbuch) aus dem indischen Bundesstaat Tamil Nadu. Er gehörte zu den zentralen Figuren der Dravidischen Bewegung die Anfang des 20. Jahrhunderts in Tamil Nadu entstand und eine eigenständige Identität der Tamilen als „Draviden“ im Gegensatz zu den „Ariern“ Nordindiens postulierte. Annadurai gründete 1949 die Partei Dravida Munnetra Kazhagam (DMK) und führte sie 1967 an die Macht in dem Bundesstaat Madras (später Tamil Nadu). Bis zu seinem Tod 1969 bekleidete er das Amt des Chief Ministers (Regierungschefs) des Bundesstaates. Von seinen Anhängern wird C. N. Annadurai kurz Anna (அண்ணா Aṇṇā [ˈaɳːɑː]) genannt und mit dem Ehrentitel Arignar (அறிஞர் Aṟiñar [ˈariɲər] „Weiser“) bedacht.

## Leben

### Jugendjahre und Studium

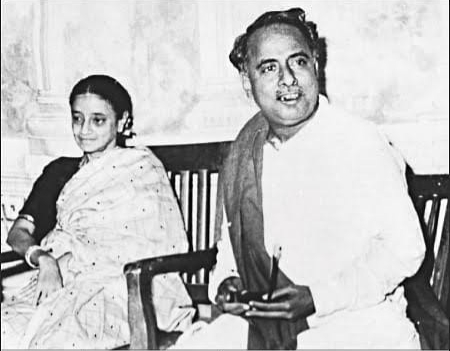
Mit seiner Ehefrau

C. N. Annadurai wurde am 15. September 1909 in der Stadt Kanchipuram im Norden des heutigen Bundesstaates Tamil Nadu als Sohn des Schreibers Natarajan und dessen Ehefrau Bangaru Ammal geboren. Aufgezogen wurde er von seiner Tante Rajamani. Die Familie gehörte der Weberkaste der Sengunthar Mudaliar an und lebte in einfachen Verhältnissen. Neben der Arbeit von Annadurais Vater trugen der Ertrag einer kleinen Landparzelle und Weberei zum Lebensunterhalt der Familie bei. Der junge C. N. Annadurai ging in Kanchipuram zur Schule. 1928 setzte er seine Ausbildung am Pachaiyappa’s College in Madras (Chennai) fort. In Madras heiratete Annadurai im Alter von einundzwanzig Jahren seine Ehefrau Rani. Die Ehe blieb kinderlos, doch adoptierte das Paar später die Enkelkinder von Annadurais Cousine. Nachdem Annadurai in seinem Studium die Zwischenprüfung mit gutem Erfolg bestanden hatte, verschaffte ihm der Rektor des College ein Stipendium, das es ihm ermöglichte, trotz seiner angespannten finanziellen Situation 1931 ein BA-Honours-Programm zu beginnen, das er 1934 abschloss. Anschließend machte er am selben College einen MA-Abschluss in Wirtschaft und Politik.
Als Student entdeckte C. N. Annadurai sein Talent als Autor und Redner. Sein erster Essay erschien 1932 im Magazin Tamil Arasu. Am College studierte Annadurai auch die Werke der alttamilischen Sangam-Dichtung und entwickelte eine Begeisterung für die Klassiker der tamilischen Literatur. Zudem kam Annadurai während seiner Studienzeit mit der Politik in Berührung.

### Aufstieg in Selbstachtungsbewegung und Justice Party

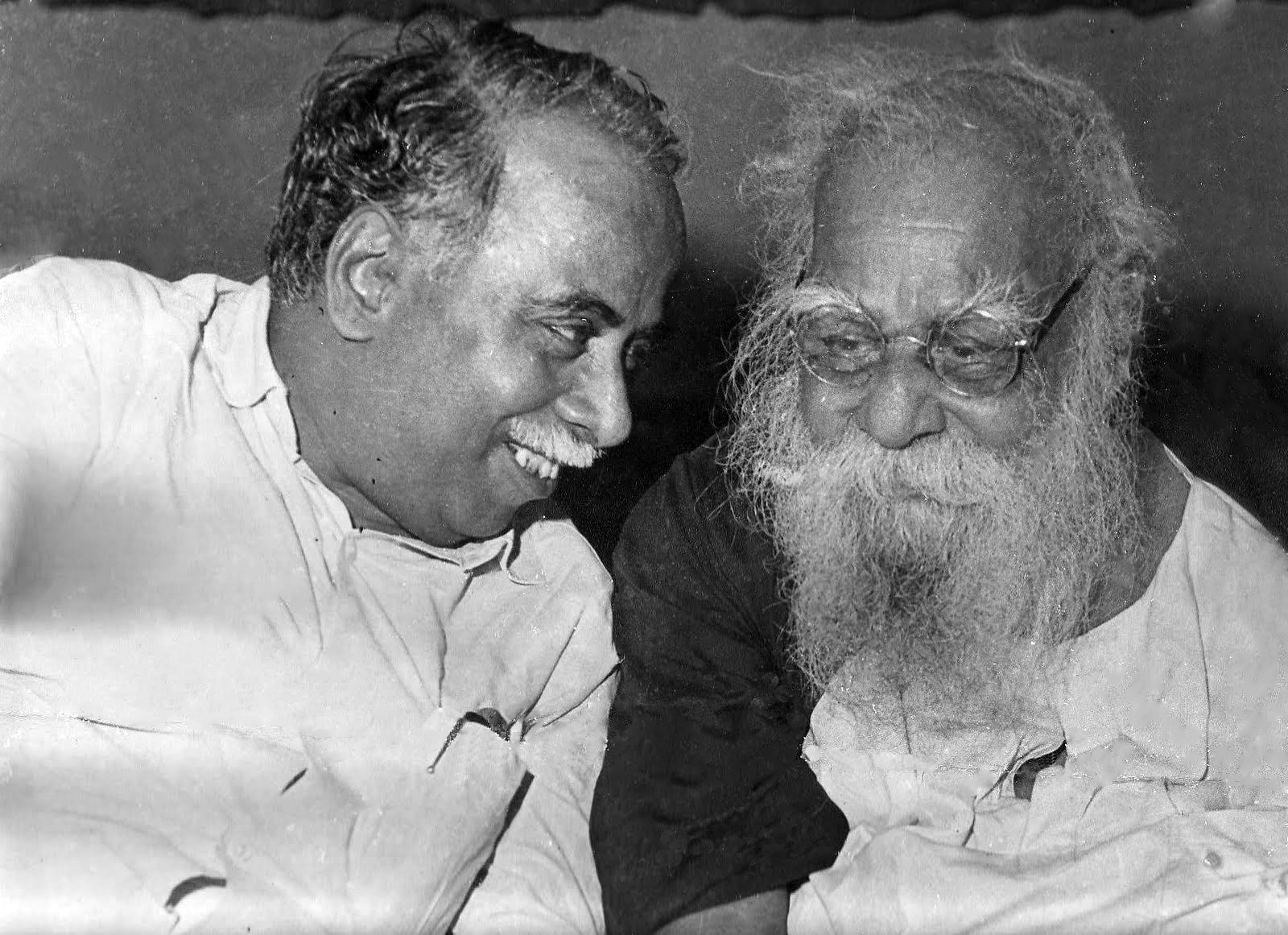
C. N. Annadurai mit E. V. Ramasami

Mitte der 1930er Jahre wurde C. N. Annadurai Mitglied von E. V. Ramasamis Selbstachtungsbewegung und der Justice Party. E. V. Ramasami (genannt Periyar) war zu jener Zeit der wichtigste Führer der Dravidischen Bewegung, die eine separate Identität der Tamilen als „Draviden“ gegenüber den „Ariern“ Nordindiens postulierte. Zugleich wandten sich die Selbstachtungsbewegung und die Justice Party gegen die angenommene gesellschaftliche Übermacht der Brahmanen und das Kastensystem als Ganzes.
Während der politische Diskurs zu jener Zeit größtenteils in englischer Sprache stattfand, gehörte Annadurai zu den wenigen Mitgliedern der Justice Party, die sowohl Tamil als auch Englisch in Wort und Schrift beherrschten. Daher wurde er beauftragt, die Reden von Führern der Justice Party ins Tamil zu übersetzen. Er kandidierte auch für die Justice Party bei den Kommunalwahlen Madras, blieb aber erfolglos. Die erste Begegnung zwischen C. N. Annadurai und E. V. Ramasami fand im Jahr 1935 statt. Nach seinem Studienabschluss beschloss Annadurai, sich ganz der Politik zu widmen und wurde zu einem Schützling Ramasamis. Ab 1937 arbeitete er als stellvertretender Herausgeber von Ramasamis Zeitschriften Kudi Arasu und Viduthalai. Durch seine Bildung und vor allem sein rhetorisches Talent stieg Annadurai bald zu einer wichtigen Figur in der Selbstachtungsbewegung auf.
1937/38 beteiligte sich Annadurai an den Protesten, die auf die Entscheidung der Kongress-Regierung von Madras folgten, die nordindische Sprache Hindi zu einem Pflichtfach in den Schulen des Bundesstaates zu machen, und wurde wegen einer aufrührerischen Rede inhaftiert. In der Folge der Anti-Hindi-Proteste formulierte E. V. Ramasami erstmals die Forderung nach einem unabhängigen Staat Dravida Nadu, die auch von C. N. Annadurai übernommen wurde. Als Annadurai 1942 eine eigene Zeitschrift gründete, wählte er den programmatischen Titel Dravida Nadu. Die Zeitschrift, in der er unter verschiedenen Pseudonymen zahlreiche Artikel, und Kurzgeschichten veröffentlichte, wurde zu Annadurais wichtigstem Sprachrohr.

### Karriere als Drehbuchschreiber

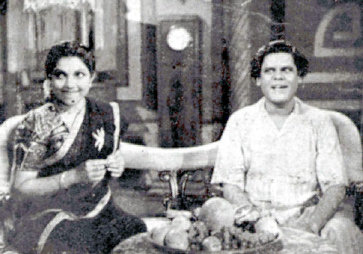
Szene aus Nallathambi (1949)

Ursprünglich um die unprofitable Zeitschrift Dravida Nadu zu finanzieren, begann C. N. Annadurai eine Tätigkeit als Dramatiker und gründete eine Schauspieltruppe, in der er auch selbst mitspielte. Sein erstes Theaterstück, Chandrodayam, wurde 1943 uraufgeführt. Annadurai erkannte bald den Wert des Theaters als Propagandamittel und schrieb in den Folgejahren weitere Stücke, die allesamt die sozialreformerische und anti-brahmanische Ideologie der Dravidischen Bewegung verbreiteten. 1948 schrieb Annadurai das Drehbuch für den Film Nallathambi. Damit brachte er seine politische Botschaft erstmals auf die Leinwand und begründete die enge Verbindung zwischen der Dravidischen Bewegung und der tamilischen Filmindustrie. In den 1950er Jahren schrieb Annadurai weitere Filmdrehbücher und trug damit zusammen mit dem ebenfalls als Drehbuchautor tätigen M. Karunanidhi dazu bei, den tamilischen Film zu einem Vehikel der DMK-Partei zu machen. Anfangs war der populäre Sivaji Ganesan, dem Annadurai bereits 1945 durch sein Theaterstück Sivaji Kanda Hindu Rajyam zum Durchbruch verholfen hatte, der wichtigste Schauspieler des DMK-Films. Mitte der 1950er Jahre wandte Ganesan sich aber von der DMK ab und später der Kongresspartei zu. Seine Position übernahm der Schauspieler M. G. Ramachandran (genannt MGR), der durch seine immense Popularität zum Aufstieg der DMK beitrug und gleichzeitig selbst eine immer wichtigere Rolle in der Partei gewann.

### DK und Gründung der DMK

Parteiflagge der DMK

Schon 1940 war C. N. Annadurai Generalsekretär der Justice Party geworden, deren Vorsitz E. V. Ramasami ein Jahr zuvor übernommen hatte. Nachdem 1944 die Justice Party und die Selbstachtungsbewegung unter E. V. Ramasamis Führung zur Organisation Dravidar Kazhagam (DK) fusionierten, stieg Annadurai zum zweiten Mann in der DK auf. Schon bald zeigten sich aber Konflikte zwischen C. N. Annadurai und seinem Mentor. Als E. V. Ramasami 1947 den indischen Unabhängigkeitstag zum Trauertag erklärte, weil er die Dominanz von Brahmanen und Nordindern im unabhängigen Indien befürchtete, stellte sich Annadurai öffentlich gegen ihn und begrüßte die indische Unabhängigkeit. Auch sprach sich Anandurai im Gegensatz zu E. V. Ramasami für die Teilnahme an Wahlen aus. Annadurai teilte die Ideologie der DK, bevorzugte aber einen weniger radikalen und dafür mehrheitsfähigen Ansatz.
Zwischenzeitlich schienen die Differenzen beigelegt, als E. V. Ramasami C. N. Annadurai 1948 zu seinem Nachfolger erklärte. Letztlich kam es aber zum Bruch, als E. V. Ramasami 1949 seine Sekretärin Maniammai heiratete und diese zu seiner Nachfolgerin bestimmte. Daraufhin spaltete sich unter der Führung Annadurais die Partei Dravida Munnetra Kazhagam (DMK) von der DK ab. Rund drei Viertel der Mitglieder der DK schlossen sich der DMK an. C. N. Annadurai betonte, es gebe keine ideologischen Differenzen zwischen DK und DMK und begründete die Spaltung damit, E. V. Ramasami habe durch seine Hochzeit mit der über 40 Jahre jüngeren Maniammai seine eigenen Ideale verraten. Der Posten des Parteipräsidenten der DMK wurde symbolisch für E. V. Ramasami offen gelassen, Annadurai übernahm das Amt des Generalsekretärs.

### Der Aufstieg der DMK
Unter C. N. Annadurais Führung gelang es der DMK, in den 1950er Jahren eine Massenbasis aufzubauen. Dabei entradikalisierte sie sich erheblich und vollzog einen ideologischen Wandel zu einer massenkompatibleren Position. Annadurai wandte sich von der Forderung nach der Abschaffung des Kastenwesens und einer kompletten Ablehnung der Religion zur Forderung nach sozialer Gerechtigkeit und Rationalismus, der in dem vielzitierten Satz „Es gibt nur eine Kaste und nur einen einzigen Gott“ (ein Zitat aus dem Tirumandiram) zum Ausdruck kommt.
Nachdem sie die Wahlen 1952 noch ausgelassen hatte, trat die DMK 1957 erstmals bei der Wahl zum Parlament des nunmehr nach den Sprachgrenzen des Tamil neuformierten Bundesstaates Madras an. C. N. Annadurai war unter den ersten 15 Abgeordneten, die als Ergebnis der Wahl für die DMK ins Parlament einzogen. Die nächste Wahl 1962 sah die DMK bereits als stärkste Oppositionskraft hinter der regierenden Kongresspartei. Annadurai wurde aber in seinem Wahlkreis von einem Kongress-Kandidaten besiegt und verpasste den Wiedereinzug in das Bundesstaatsparlament. Stattdessen ließ er sich im selben Jahr in die Rajya Sabha, das gesamtindische Oberhaus, wählen.
In seiner Antrittsrede als Rajya-Sabha-Abgeordneter bekräftigte Annadurai noch die Forderung nach einem unabhängigen Dravida Nadu. Schon wenig später rückte die DMK aber von der Sezessionsforderung ab. Als im Oktober 1962 der Indisch-Chinesische Grenzkrieg ausbrach, stellte sich Annadurai hinter die Zentralregierung. Endgültig gab die DMK die Forderung nach einem unabhängigen Dravida Nadu im Jahr 1963 auf. Damit umging sie die drohende Gefahr, wegen ihrer Sezessionsbestrebungen von der indischen Zentralregierung verboten zu werden. An die Stelle der Forderung nach Eigenstaatlichkeit trat die Forderung nach politischer und kultureller Autonomie der Bundesstaaten innerhalb der Indischen Union. Dies zeigte sich in der Ablehnung der Pläne der indischen Zentralregierung, das Hindi zur alleinigen Amtssprache Indiens zu machen. 1965 kam es im Bundesstaat Madras wegen der geplanten Einführung des Hindi als Amtssprache zu heftigen Protesten, in deren Verlauf fünf Menschen sich öffentlich selbst verbrannten und über 60 Protestierende von der Polizei erschossen wurden. Als Konsequenz der Anti-Hindi-Proteste wurde beschlossen, das Englische bis auf weiteres als gleichberechtigte Amtssprache beizubehalten.

### Als Chief Minister
1967 konnte die DMK erstmals die Wahlen im Bundesstaat Madras für sich entscheiden. Im Vorfeld der Wahlen fokussierte sich die DMK-Kampagne auf die Sprachenfrage und ökonomische Themen. Die bis dahin regierende Kongresspartei wurde für ihre Rolle bei der Einführung des Hindi und die herrschende Preissteigerung abgestraft. Nach dem Wahlsieg der DMK wurde Annadurai am 6. März 1967 als Chief Minister von Madras vereidigt. Seine Regierungszeit sah die Einführung von Preissubventionen für Reis eine Reihe von symbolisch wichtigen Entscheidungen, die tamilisch-nationalistische Empfindungen bedienten. Seine Regierung legalisierte die Selbstachtungshochzeiten, schaffte den obligatorischen Hindi-Unterricht an den Schulen des Bundesstaates ab und leitete die Umbenennung des Bundesstaates Madras in Tamil Nadu ein.
Annadurais Zeit als Chief Minister sollte aber nur von kurzer Dauer bleiben. Im September 1968 war bei ihm Mundhöhlenkrebs diagnostiziert worden. Eine medizinische Behandlung in den Vereinigten Staaten blieb erfolglos, sodass Annadurai am 3. Februar 1969 seinem Krebsleiden erlag.
C. N. Annadurais Tod sorgte in Tamil Nadu für große Bestürzung. Einen Tag nach seinem Tod wurde Annadurai am Nordende von Madras’ Stadtstrand Marina Beach beigesetzt. Annadurais Beerdigung wurde Presseberichten zufolge von 15 Millionen Menschen besucht. Das Guinness-Buch der Rekorde listet sie als größte Bestattung der Geschichte. 30 Menschen kamen ums Leben, als sie versuchten auf dem Dach eines überfüllten Zuges zu Annadurais Beisetzung nach Madras zu reisen und bei der Passage einer Eisenbahnbrücke über den Kollidam-Fluss zerquetscht wurden.

## Nachleben

### Politisches Erbe

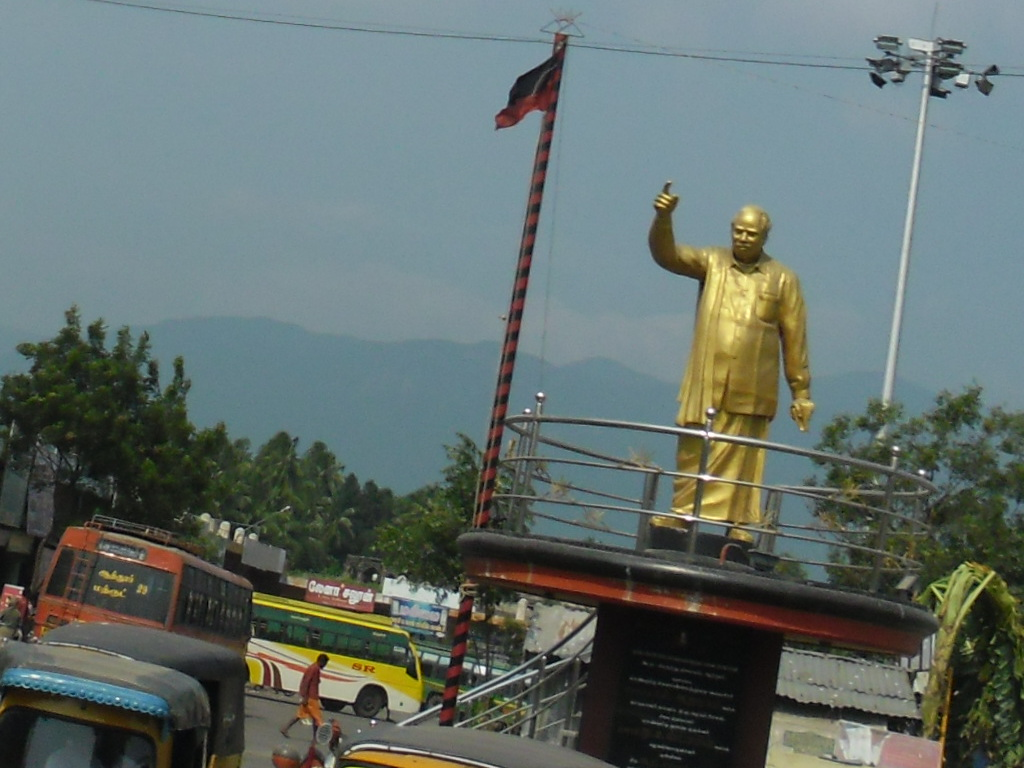
Statue Annadurais mit Parteiflagge der DMK

C. N. Annadurai hinterließ ein beträchtliches politisches Erbe. Nach seinem Tod übernahm M. Karunanidhi das Amt des Chief Ministers und Parteivorsitzenden. Er führt die DMK bis heute. 1972 spaltete sich unter M. G. Ramachandran die Partei Anna Dravida Munnetra Kazhagam (ADMK, später umbenannt in All-India Anna Dravida Munnetra Kazhagam, AIADMK) von der DMK ab. M. G. Ramachandran warf Karunanidhi vor, die Ideale Annadurais verraten zu haben und verschrieb sich der Politik des „Annaismus“. Durch seine enorme Popularität gelang es M. G. Ramachandran, bei der nächsten Wahl 1977 die AIADMK an die Macht zu bringen und bis zu seinem Tod 1987 im Amt des Chief Ministers zu bleiben. Nach seinem Tod übernahm seine langjährige Filmpartnerin J. Jayalalithaa die Führung der AIADMK und hat sich seitdem regelmäßig mit M. Karunanidhi als Chief Minister abgewechselt. Seit 1967 wird der Bundesstaat Tamil Nadu also ununterbrochen durch die von Annadurai gegründete DMK und die als Abspaltung aus ihr entstandene AIADMK regiert.
Sowohl die DMK als auch die AIADMK berufen sich offensiv auf das Erbe Annadurais. Während Karunanidhi die kulturnationalistische Politik Annadurais fortführte und sich als Förderer der tamilischen Sprache und Kultur inszenierte, übernahmen M. G. Ramachandran und seine Nachfolgerin Jayalalithaa Annadurais Populismus und stellten sich als volksnahe Führer dar.

### Würdigungen

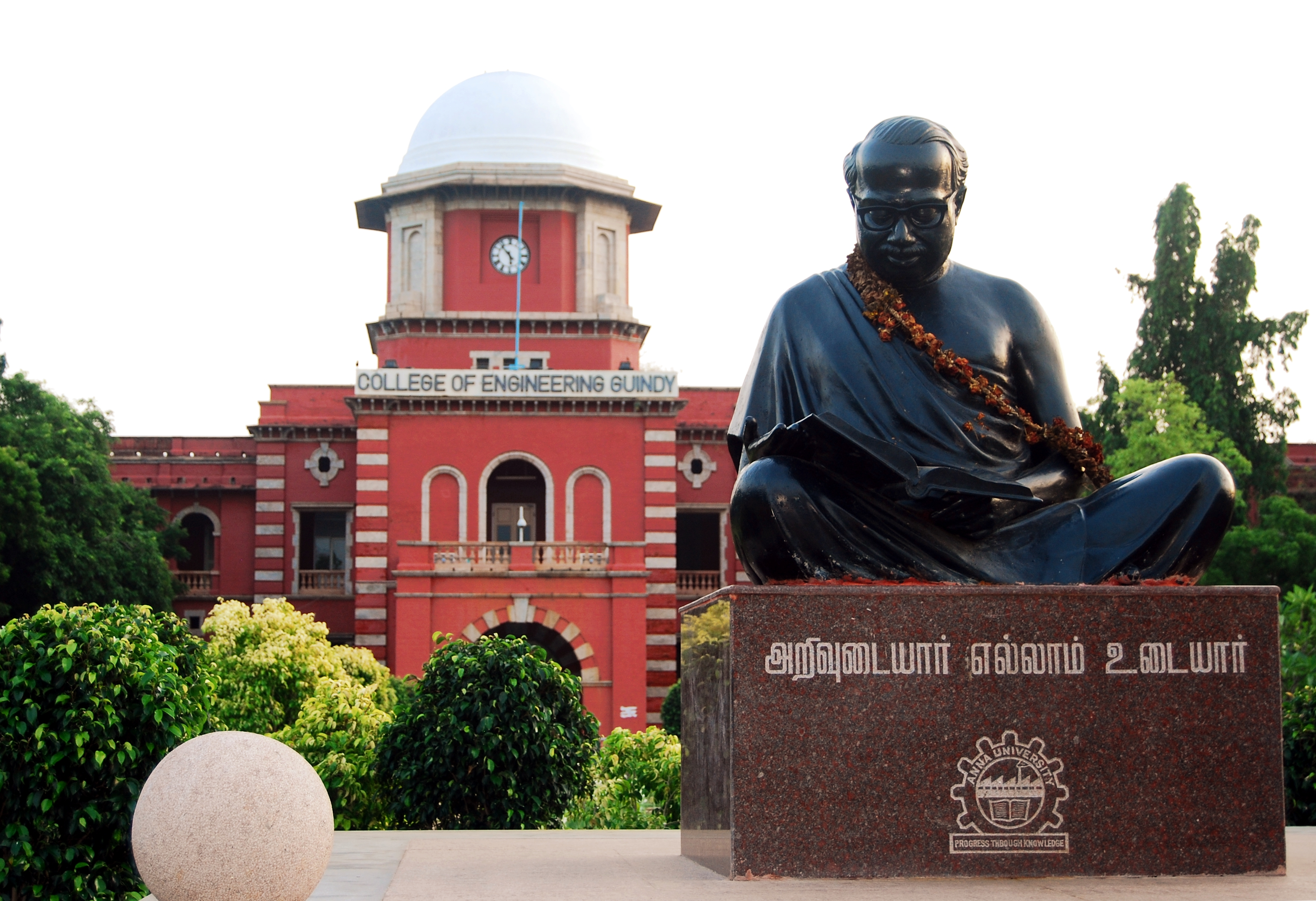
Statue Annadurais auf dem Campus der nach ihm benannten Anna University

C. N. Annadurai ist bis heute in Tamil Nadu ein Objekt großer Verehrung. An seiner Grabstätte wurde ein monumentales Denkmal erbaut: Annadurais Grab wird durch einen schwarzen Obelisken markiert und befindet sich inmitten einer zwei Hektar großen parkartig angelegten Gedenkstätte, die durch ein Tor in Form eines überdimensionierten Triumphbogens betreten wird. Annadurais Grabdenkmal hat sich zu einer regelrechten Wallfahrtsstätte entwickelt.
In praktisch allen Städten Tamil Nadus stehen Statuen Annadurais, die anlässlich des Jahrestages seines Geburtstages regelmäßig mit Blumen bekränzt werden. Zahllose Institutionen, Straßen, Plätze etc. sind nach Annadurai benannt worden. In der Hauptstadt Chennai tragen unter anderem die Hauptstraße der Stadt (Anna Salai), ein Stadtviertel (Anna Nagar), die technische Universität (Anna University), der Auslandsterminal des Flughafens Chennai (Anna Terminal) und der zoologische Garten (Arignar Anna Zoological Park) den Namen Annadurais.

## Bühne und Film
Annadurai verarbeitete seine politischen Ideen in Essays, Kurzgeschichten und Theaterstücken und nutzte von Beginn an den tamilischen Film für Parteipropaganda (DMK-Film). Annadurai war seit den 1940er Jahren auch als Bühnenautor tätig. Die meisten seiner Stücke habe soziale Themen wie die Ausbeutung von Frauen und Sozialschwachen. In Kambarasan kritisierte es die Heroisierung der Arier im Ramayana. Er schrieb das Historienstück Shivaji Kanda Indhu Rajyam über den Marathen-König Shivaji, mit dem Sivaji Ganesan bekannt wurde und von dem dieser seinen Künstlernamen ableitete.
Nach seinem eigenen gleichnamigen Theaterstück schrieb Annadurai das Drehbuch für Velaikkari (1949) und begann mit dem Mittel des Films seine Partei zu bewerben. Es folgten Nallathambi (1949), Ore Iravu (1951), Sorgavasal (1954) und Nallavan Vazhvan (1960). Annadurais Roman Rangoon Radha wurde 1956 von seinem Berufs- und Parteikollegen M. Karunanidhi zu einem Filmdrehbuch verarbeitet. Die Propagandafilme banden zahlreiche Referenzen zu Parteisymbolen, -farben und Anagrammen der Parteiführer ein. Die zu Stars stilisierten Darsteller hielten an geeigneter Stelle (z. B. Plädoyers in einem Gerichtssaal) Monologe mit einer Länge bis zu 30 Minuten, die Auszügen aus Annadurais politischen Reden oder Ideologien der DMK enthielten.